# 1930 Люцифер
1930 Люцифер (1930 Lucifer) — астероїд головного поясу, відкритий 29 жовтня 1964 року.
Тіссеранів параметр щодо Юпітера — 3,228.